# Temporada de huracanes del Atlántico de 1525-1549
Entre los años 1525 y 1549 se presentó la Temporada de huracanes en el Atlántico de 1525-1549. Aunque no se posee la información de cada tormenta que ocurrió en este período, algunas zonas costeñas estaban suficientemente pobladas como para proveer datos de las ocurrencias de los huracanes. Cada temporada era parte del ciclo anual de formación de ciclones tropicales en el Atlántico. La mayor parte de estos ciclones ocurre entre el 1 de junio y el 30 de noviembre.

## Tormentas
| Año  | Ubicación                         | Fecha              | Fallecidos               | Daños/Notas                              |
| ---- | --------------------------------- | ------------------ | ------------------------ | ---------------------------------------- |
| 1525 | Oeste de Cuba                     | Finales de octubre | 73                       | N/D                                      |
| 1526 | Wilmington, Carolina del Norte    | Junio              | N/D                      | Un barco español desaparecido            |
| 1527 | Oeste de Cuba                     | Octubre            | 70                       | Inundaciones severas                     |
| 1527 | Cerca de la boca del río Misisipi | 23 de octubre      | N/D                      | N/D                                      |
| 1527 | Parte superior de Texas           | Noviembre          | 200                      | Barco de mercancía destruido             |
| 1530 | Puerto Rico                       | 31 de agosto       | Varias muertes por ahogo | N/D                                      |
| 1533 | Puerto Rico                       | N/D                | Varios esclavos muertos  | Es posible que hayan sido tres huracanes |
| 1537 | Puerto Rico                       | N/D                | Varios esclavos ahogados | N/D                                      |
| 1537 | Noreste de Cuba                   | N/D                | N/D                      | 2 barcos desaparecidos                   |
| 1545 | República Dominicana              | 20 de agosto       | Varias                   | N/D                                      |
| 1545 | México                            | N/D                | N/D                      | Un barco desaparecido                    |